# José Antonio Larrumbide Urquidizar
José Antonio Larrumbide Urquidizar (Larraul o Mendaro, 10 de juliol de 1756-Usurbil, 22 d'octubre de 1827) va ser un polític basc, ministre durant la guerra del francès.

## Biografia
Jurista il·lustrat, Fiscal de Crim d'Audiència, amb la invasió francesa va participar en la Junta Suprema Central i va ser de forma interina secretari del Despatx de Gracia i Justícia entre el 19 de gener i el 12 d'agost de 1811. També va formar part del Consell de Castella.
El 13 de setembre de 1813 va ser elegit diputat per Guipúscoa a les Corts de Cadis. Les Corts van anul·lar aquestes eleccions per no haver precedit a les eleccions Junta preparatòria i per haver-se escollit dos Diputats propietaris i un de suplent, quan es va haver d'haver escollit solament un Diputat propietari i un altre suplent. L'elecció de Larrumbide la va realitzar un col·legi de 7 electors triats per cadascun dels partits judicials guipuscoans. El 31 d'octubre es va procedir a una nova elecció en la qual Larrumbide va ser confirmat com el diputat propietari per Guipúscoa. El 15 de gener de 1814 Larrumbide va jurar el càrrec substituint Miguel Antonio de Zumalacárregui que havia ocupat de forma interina el lloc de Larrumbide entre setembre i gener. Larrumbide es va convertir d'aquesta forma en el segon diputat guipuscoà al Congrés. El seu mandat es va perllongar uns pocs mesos fins a la dissolució de les Corts al maig de 1814 per Ferran VII.
D'altra banda, va ser ministre del Consell Reial de Castella des del seu restabliment en 1810, suspès en les seves funcions per decret de 15 d'octubre de 1811 i, una vegada restablit el consell per decret de 27 de maig de 1814, reposat a la seva plaça per decret de 3 de juny del mateix any 1814 i jubilat per decret de 20 de febrer de 1824. No obstant això, l'any següent, el 16 de febrer de 1825, va prendre possessió novament del seu càrrec com a conseller de Castella, càrrec que ocupava probablement quan es va produir la seva defunció.